# Mahn- und Gedenkstätte Karlshagen
Die Mahn- und Gedenkstätte Karlshagen ist eine an der Straße vor der Ortslage des Ostseebades Karlshagen in Trassenheide auf der Insel Usedom in Mecklenburg-Vorpommern gelegene Gedenkstätte. Sie befindet sich etwa 200 Meter vom Ortseingang Karlshagens entfernt und wurde zur Erinnerung an die Opfer des Zweiten Weltkrieges aus beiden Orten und an das Schicksal der KZ-Häftlinge, die in Peenemünde in den Arbeitslagern KZ Karlshagen I und KZ Karlshagen II interniert waren, errichtet. In diesen Außenlagern des Konzentrationslagers Ravensbrück waren Gefangene eingesperrt, die zur Zwangsarbeit in der Heeresversuchsanstalt Peenemünde eingesetzt wurden.

## Gestaltung

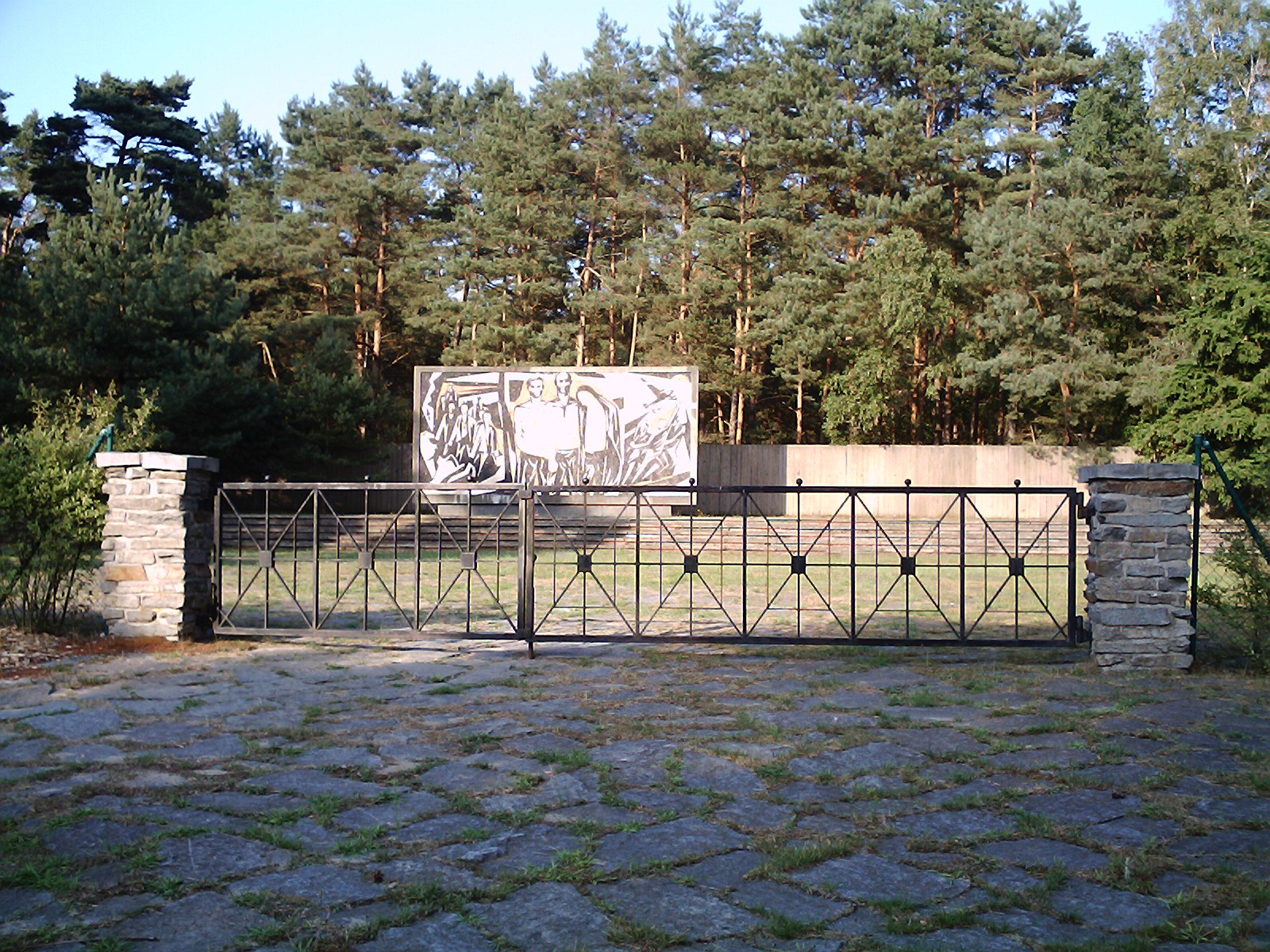
Gesamtansicht

Die an drei Seiten von Wald umschlossene Anlage der Mahn- und Gedenkstätte besteht aus einem mit Steinen gepflasterten rechteckigem Platz, an dessen hinterer Seite sich eine 1969 vom Usedomer Künstler Klaus Rößler gestaltete dreiteilige Mosaikwand befindet. An der rechten Seite ist eine Steintafel mit der Aufschrift „Den Opfern des 2. Weltkrieges aus Karlshagen und Trassenheide“ in den Boden eingelassen. 
Für 56 Opfer, die mit Kopfschussverletzungen in einem Massengrab gefunden worden waren, befindet sich auf der linken Seite der Anlage eine von sieben Steinkreuzen umgebene Tafel mit der an ein Zitat Bertolt Brechts angelehnten Aufschrift „Also seid ihr verschwunden, aber nicht vergessen; niedergeknüppelt, aber nicht widerlegt; Zusammen mit allen unverbesserbar Weiterkämpfenden; Hier ruhen 56 Opfer des Faschismus“.

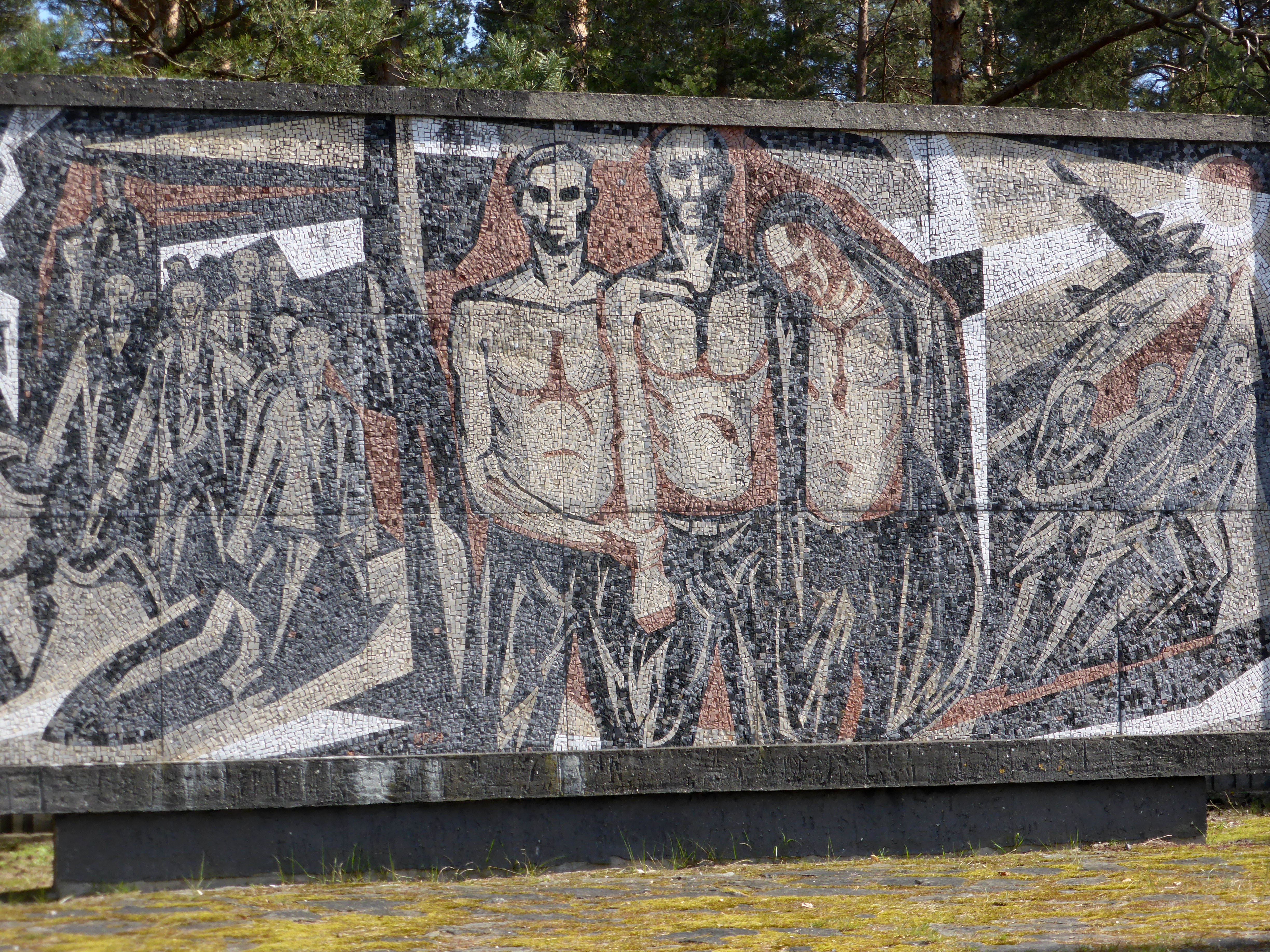
Ansicht des Mosaiks

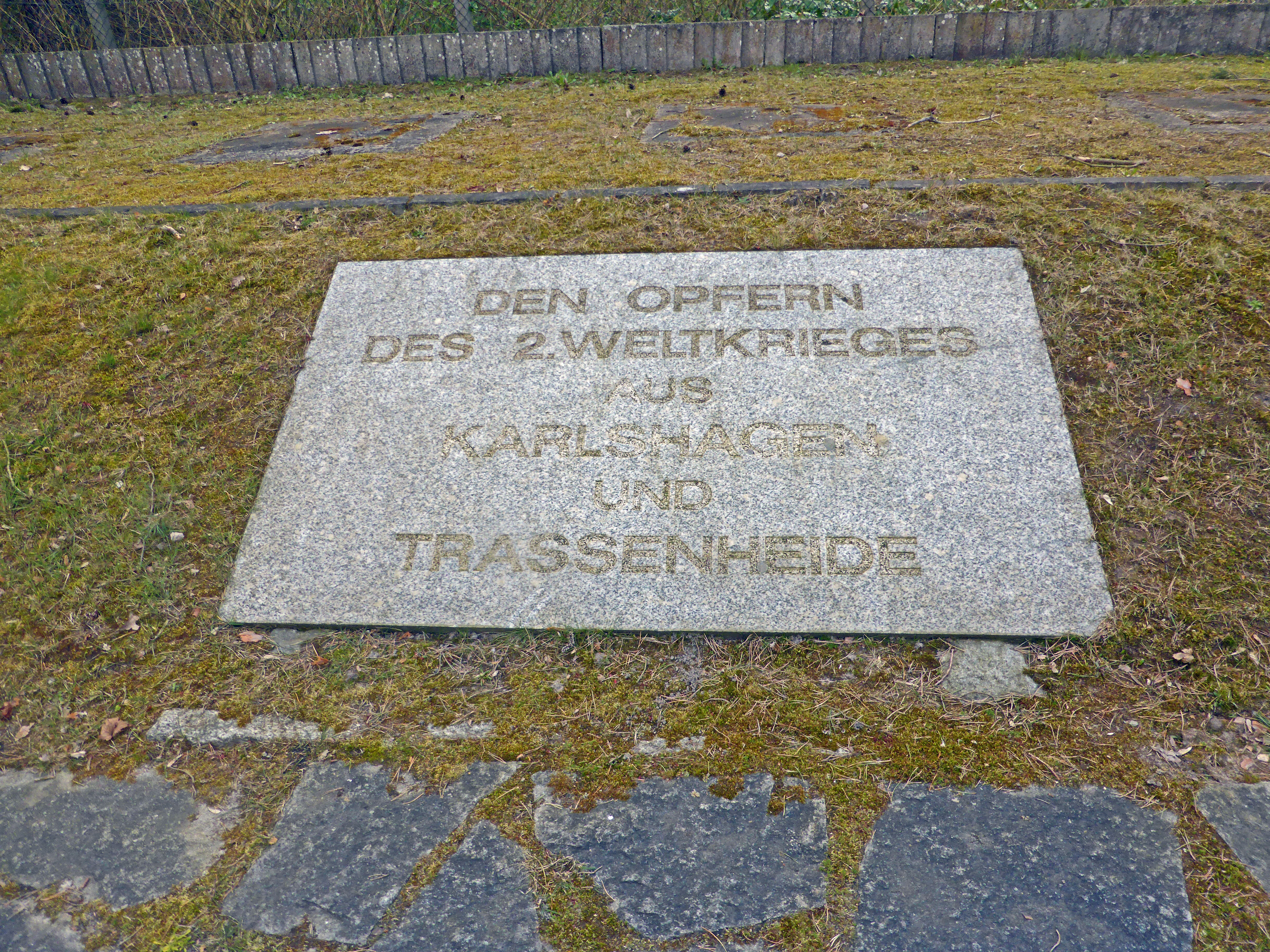
Steintafel für Opfer des Zweiten Weltkriegs im Boden der Gedenkstätte für die erschossenen Zwangsarbeiter

Nach links schließt sich ein Kriegsopferfriedhof an. Auf diesem sind rund 700 namentlich genannte Opfer von Bombenangriffen am 17. und 18. August 1943, der sogenannten Operation Hydra, sowie vom 18. Juli 1944 beigesetzt, darunter Soldaten, Zivilisten und Kriegsgefangene. In beiden Fällen war die Heeresversuchsanstalt Peenemünde das Ziel der Angriffe gewesen. Auf dem Friedhof befinden sich sowohl Gräber mit einfachen Tafeln mit den Lebensdaten namentlich bekannter Opfer als auch eine Stele mit der Aufschrift „Friedhof der 2000 Opfer der Fliegerangriffe auf Peenemünde und Karlshagen am 17./18.8.1943 und 18.7.1944“ sowie ein größerer Gedenkstein mit der Widmung „An dieser Stätte ruhen 213 Zwangsarbeiter; Gott spricht: Ich kenne Dich mit Namen; 2. Mose 33,17“.
Eingeweiht wurde die heutige Mahn- und Gedenkstätte Karlshagen am 8. Mai 1970, dem 25. Jahrestag der Kapitulation der Wehrmacht. Nach der politischen Wende in der Deutschen Demokratischen Republik (DDR) und der Deutschen Wiedervereinigung wurde sie in den Jahren 1994/1995 umgestaltet. Dabei wurde der den ermordeten Zwangsarbeitern gewidmete Gedenkort auf alle Weltkriegsopfer in Karlshagen und Trassenheide ausgedehnt. Die Anlage ist frei zugänglich. An den Kriegsopferfriedhof schließt sich unmittelbar der Gemeindefriedhof des Ortes Karlshagen an.